# Cristina Alcázar
Ana Cristina García Alcázar (Elche, 17 settembre 1978) è un'attrice spagnola.

## Biografia
Nacque ad Elche il 17 settembre 1978, maggiore di tre sorelle. Iniziò nel teatro della sua scuola, terminata la quale si immatricolò nella Scuola Superiore di Arte Drammatica di Murcia (Escuela Jacques Lecoq). A 21 anni terminò i suoi studi e si spostò a Madrid. Da quel momento non ha smesso di fare cinema e teatro, in cui dispone di un'ampia traiettoria. Ha partecipato anche in alcune serie e programmi televisivi di tirata nazionale. Il ruolo che maggiormente ha contribuito a darle fama è stato quello di Marina Conde, professoressa di filosofia nella serie Fisica o chimica.

Ha anche provato l'esperienza di regista, girando il cortometraggio musicale Aunque todo vaya mal, un canto all'amore che ha ottenuto quattordici premi.

## Filmografia

### Cinema
- Menú del Día (2003)
- La fundación (2003)
- Da caza (2003)
- Catársis (2004)
- El penalti más largo del mundo (2005)
- Salir pitando (2007)
- El club de los suicidas (2007)
- Siete minutos (2009)
- Al final del camino (2009)
- Animales de compañía (2009)
- El sueño de Iván (2011)

### Teatro
- Un día de gloria (1995)
- Nozze di sangue (1997)
- El Calderón (1998)
- Yerma (1998)
- Misterio de dolor (1998)
- La casa di Bernarda Alba (1998)
- Lisistrata (1999)
- Calígula (1999)
- Cats (musical) (2000)
- Bragas y Gallumbos (2002)
- Así que pasen cinco años (2002)
- Un paseo hacia la fama (2003)
- No es tan fácil (2004)
- El color del agua (2004)
- El otro lado de la cama (2005)
- Desnudas (2006)
- La felicidad de las mujeres (2009)
- El Manual de la Buena Esposa (2012)
- Perversiones Sexuales en Chicago (2012-13)

### Televisione
- Programa D-Calle (2006), come Cristina Vivenlalatina
- Aquí no hay quien viva (2006), come Almudena
- El comisario (2007), come Manuela
- Los Serrano (2007), come Sara
- Hospital Central  (2004, 2007), come Inés
- Cuestión de sexo  (2007), come Verónica
- Cuéntame cómo pasó (2006- 2010, 2012- 2013), come Juana
- Fisica o chimica (Física o Química) (2010-2011), come Marina
- Impares  (2010), come Idoia
- Los Quien (2011), come Candela
- La Gira (2012-presente), come Trini